# Kristof Wilke
Kristof Wilke (* 17. April 1985 in Radolfzell am Bodensee) ist ein ehemaliger deutscher Riemenruderer.

## Leben
Kristof Wilke begann seine Ruderkarriere auf dem Bodensee, seit 2001 startet er für den RC Undine Radolfzell, er trainiert bei Christian Viedt. In der Altersklasse der unter 23-Jährigen gewann Wilke zwei Weltmeistertitel. 2006 im Zweier ohne Steuermann und 2007 im Vierer ohne Steuermann. Im Herbst 2007 plante er zusammen mit seinem Vereinskameraden Andreas Penkner, die Qualifikation für die Olympischen Spiele in Peking im Zweier anzugehen. Kurz vor den Olympischen Spielen 2008 wurden die beiden in einer umstrittenen Entscheidung wegen ihrer Kleinboot-Leistungen in den Deutschland-Achter berufen. Dort belegte der Achter in Vor-, Hoffnungslauf und B-Finale den letzten Platz. Ein Jahr später gewann Wilke bei den Ruder-Weltmeisterschaften 2009 mit dem Achter die Goldmedaille.
Am 1. August 2012 gewann Wilke bei den Olympischen Spielen 2012 in London die Goldmedaille im Achter. Die Teams aus Kanada und Großbritannien wurden auf die Plätze verwiesen. Bei der Schlussfeier war er Fahnenträger der deutschen Mannschaft.
Bei den Ruder-Weltmeisterschaften 2013 holte er Silber, hinter dem Vereinigten Königreich und vor den Vereinigten Staaten. Nach einer verletzungsbedingt wenig erfolgreichen Saison 2015 verpasste er den Anschluss an die Vorbereitung für die Olympischen Sommerspiele 2016 und beendete seine Karriere.
Für seine sportlichen Erfolge wurde er am 7. November 2012 mit dem Silbernen Lorbeerblatt geehrt.
Kristof Wilke studierte Sport und Biologie an der Ruhr-Universität Bochum. Er arbeitet als Lehrer in Dortmund.

## Internationale Erfolge
- 2006: 1. Platz U23-Weltmeisterschaften im Zweier ohne Steuermann
- 2007: 1. Platz U23-Weltmeisterschaften im Vierer ohne Steuermann
- 2007: 2. Platz Europameisterschaften im Vierer ohne Steuermann
- 2008: 8. Platz Olympische Spiele im Achter
- 2009: 1. Platz Weltmeisterschaften im Achter
- 2010: 1. Platz Europameisterschaften im Achter
- 2010: 1. Platz Weltmeisterschaften im Achter
- 2011: 1. Platz Weltmeisterschaften im Achter
- 2012: Goldmedaille bei den Olympischen Spielen im Achter[1]
- 2013: 2. Platz Weltmeisterschaften im Achter